# Burgbergturm (Bad Soden)

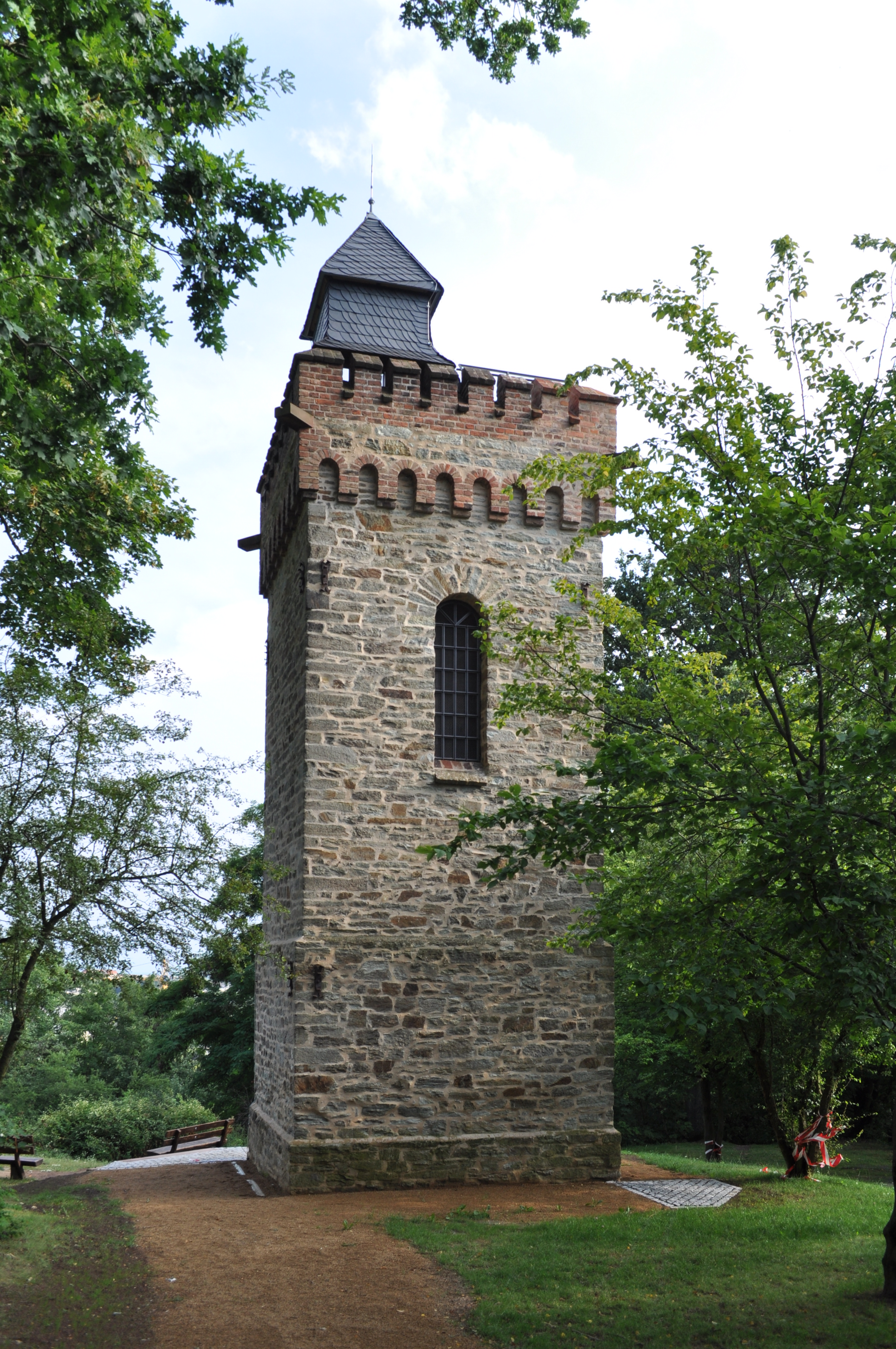
Burgbergturm

Der Burgbergturm, auch Burgwarte genannt, ist ein Aussichtsturm in Bad Soden am Taunus.
Der Burgbergturm wurde im Jahr 1900 durch den Taunusklub auf dem namensgebenden Burgberg errichtet. Ähnliche Türme wurden Anfang des Jahrhunderts vom Klub auch an anderen Stellen errichtet, so der Meisterturm oder der Herzbergturm. Der Burgbergturm wurde vom Taunusklub als Wartturm bezeichnet. Hintergrund war die (unbelegte) Annahme, der 180 Meter hohe Hügel, auf dem der Turm steht, sei früher Standort einer Burg gewesen.
Der Turm befindet sich im nordöstlichen Teil des Alten Kurparks. 1881 erfolgte die Anlage des Tannenwaldes unterhalb des Turmes. Bis in die 1930er Jahre waren Teile des Hügels als Weinberg genutzt.
Der Turm selbst ist zehn Meter hoch. Oben befindet sich eine Aussichtsplattform mit einem 1,30 Meter hohen Zinnenkranz. Das Gebäude wurde im Jahr 1984 grundlegend restauriert und im Jahr 2008 erneut saniert. Die Kosten hierfür betrugen 190.000 € und wurden zur Hälfte von privaten Stiftern aufgebracht. Eine Kupfertafel am Turm erinnert an den promovierten Sanitätsrat August Haupt (1900–1950).
Die kleine Aussichtsplattform des Turmes ist jeden Sonntag im Sommer geöffnet.